# Edward Olejko
Edward Olejko (ur. 1949) – polski samorządowiec, burmistrz i wiceburmistrz Sanoka, starosta powiatu sanockiego, radny Rady Miasta Sanoka i Rady Powiatu Sanockiego.

## Życiorys
W 1976, jako bezpartyjny, został wybrany ławnikiem w Sądzie Rejonowym w Sanoku. 
W wyborach samorządowych 1990 uzyskał mandat radnego Rady Miasta Sanoka startując z listy Stronnictwa Demokratycznego. W wyborach samorządowych 1994 uzyskał mandat radnego Rady Miasta Sanoka startując z listy „Samorządowy Komitet Wyborczy”. 30 sierpnia 1994 został wybrany przez Radę Miasta na urząd burmistrza Sanoka, jako kandydat Forum Prawicy, Samorządowego Komitetu Wyborczego i Unii Wolności; zastępcą burmistrza został Witold Przybyło. W wyborach samorządowych 1998 uzyskał mandat radnego Rady Powiatu Sanockiego startując z listy Akcji Wyborczej Solidarność. W listopadzie 1998 został wybrany na urząd starosty sanockiego w głosowaniu Rady Powiatu pokonując Mariana Kawę i jako pierwszy po reformie administracyjnej pełnił to stanowisko w latach od 1998 do 2002. W wyborach samorządowych 2002 uzyskał ponownie mandat radnego Rady Powiatu Sanockiego startując z listy komitetu „Sanok – Rodzina – Sprawiedliwość”. W wyborach samorządowych 2010 bezskutecznie ubiegał się o mandat radnego Rady Powiatu Sanockiego startując z listy KW Stowarzyszenie „Wiara – Tradycja – Rozwój”. 8 grudnia 2014 został wiceburmistrzem Sanoka. W wyborach samorządowych w 2024 bez powodzenia ubiegał się o mandat Rady Powiatu Sanockiego, startując z listy KWW Nasz Powiat.
Podczas uroczystości Dnia Samorządu Terytorialnego 2002 został laureatem II edycji konkursu tygodnika „Nowe Podkarpacie” – Podkarpacka Nagroda Samorządowa dla najlepszego starosty w województwie podkarpackim.
Edward Olejko jest autorem publikacji pt. 60-lecie parafii Sanok–Olchowce 1948–2008, dotyczącej parafii Wniebowstąpienia Pańskiego w Sanoku-Olchowcach. Zasiadał w zarządzie Fundacji Zdrowia na rzecz Szpitala w Sanoku.

## Odznaczenia
- Srebrny Krzyż Zasługi (2018)[25]
- Odznaka „Zasłużony dla Sanoka” (2010)[26][27][28]
- Złota Odznaka 85-lecia Harcerstwa w Sanoku (1996)[29]
- Honorowa Odznaka Ruchu Przyjaciół Harcerstwa (1996)[29]
- Złota Odznaka Polskiego Towarzystwa Numizmatycznego (1997)[30]
- Odznaka „Zasłużony dla Hufca Ziemi Sanockiej” (2017)[31]